# The Sensational Spider-Man (vol. 2)
The Sensational Spider-Man (vol. 2) (рус. Сенсационный Человек-Паук (том 2)) — серия комиксов о супергерое Человеке-пауке, которая издавалась Marvel Comics с 2004 по 2007 год. Всего было выпущено 41 номер комикса, первые 22 выпуска выходили под названием Marvel Knights Spider-Man (рус. Рыцари Marvel: Человек-Паук).

## История
Первый номер серии комиксов Marvel Knights Spider-Man импринта Marvel Knights, которая заменила собой Spider-Man's Tangled Web (рус. Запутанная паутина Человека-Паука), вышел в июне 2004 года. Главное отличие комикса от других серий про Человека-Паука заключалось в том, что Marvel Knights Spider-Man создавался с большим уклоном в сторону взрослых читателей.
В апреле 2006 года вышел 23 выпуск комикса, который с этого момента был переименован в The Sensational Spider-Man (vol. 2). Выпуск серии комиксов продолжался до 41 номера, после чего был прекращён. Серия была объединена с The Amazing Spider-Man, который с 2008 года стал выходить три раза в месяц.

## Сюжетные линии

### До Последнего Дыхания (выпуски 1—4)
- Сценарий: Марк Миллар
- Художник: Терри Додсон
- Тушь: Рейчел Додсон

После того, как Человек-Паук в очередной раз посадил Зелёного гоблина за решётку, неизвестный злодей врывается в дом Паркеров и похищает тётю Мэй. Отчаявшись, Питер обращается за помощью к Филину — одному  из супер-злодеев-мафиози. Тот выводит Паука на Электро и Стервятника. После боя с ними Питер попадает в больницу, где с него чуть не снимают маску. Черная кошка сообщает Питеру, что Филин солгал ему, а Электро и Стервятник — просто должники мафии.

### Веном: На Продажу! (выпуски 5—8)
- Сценарий: Марк Миллар
- Художники: Терри Додсон и Фрэнк Чо
- Тушь: Рейчел Додсон

Джей Джона Джеймсон предлагает награду тому, кто раскроет личность Человека-Паука. На Паучка начинают охоту все преступники города. Тем временем в городе появляется Доктор Октопус, находящийся под контролем военных. Эдди Брок продаёт Венома на подпольном аукционе. Костюм покупает Анжело Фортунато, сын Нью-Йоркского мафиози. Человек-Паук обращается за помощью к Людям Икс, но Рэйчел Саммерс сообщает ему, что тётя Мэй уже мертва. На встрече выпускников на Питера нападает Новый Веном. Во время сражения на крыше Веном внезапно покидает нового хозяина и Анжело разбивается насмерть при падении. На связь с Паркером выходит похититель и договаривается о встрече.

### Последняя Битва (выпуски 9—12)
- Сценарий: Марк Миллар
- Художник: Терри Додсон
- Тушь: Рейчел Додсон

Похитителем оказывается Скорпион, который работает на Нормана Озборна. Он предлагает обменять тётю Мэй на освобождение Зелёного Гоблина из тюрьмы. Паук и Чёрная Кошка освобождают Нормана Озборна, но за стенами тюрьмы их уже ждёт новая команда супер-злодеев, собранная Зелёным Гоблином — Зловещая дюжина (Зеленый Гоблин, Бумеранг, Хамелеон, Электро, Кувалда, Гидромен, Ящер, Песочный Человек, Шокер, Тумстоун, Стервятник, Скорпион). Скорпион появляется в этой команде последним. Оказалось, что Веном избрал его новым своим носителем. Человек-Паук вступает в неравный бой. Когда надежды на победу уже не остаётся, появляются Мстители и Фантастическая четвёрка — им сообщила Мэри Джейн.
Зелёный Гоблин отправляется за Мэри Джейн, Питер пытается его догнать, но на него нападает Веном-Скорпион. Обрушив на него старое здание, Паук устремляется на мост, где много лет назад Зелёный Гоблин убил Гвен Стейси. Там же он сталкивается с такой же ситуацией. Внезапно появляется Октопус, запрограммированный военными на убийство Нормана Озборна. Зелёный Гоблин отвлекается, в это время Мэри Джейн стреляет в него из пистолета и они вдвоём падают с моста. Питеру удаётся поймать Мэри Джейн и спасти её, Зелёный Гоблин же исчезает. Питера посещает внезапная догадка. Он несётся на кладбище и раскапывает могилу дяди Бена, в которой находит тётю Мэй в состоянии анабиоза. Через неделю Питер получает письмо от Нормана Озборна, который поздравляет его с победой в очередном раунде.

### Голубоглазое Чудо (выпуски 13—18)
- Сценарий: Реджинальд Хадлин
- Художник: Билли Тан
- Тушь: Джонатан Сибэл

Человек-Паук вступает в команду Новых Мстителей, в связи с чем семья Паркеров переезжает в Башню Старка. Питера увольняют из школы и он опять устраивается на работу в Дейли Бьюгл. Филин нанимает Поглотителя и неизвестную женщину, чтобы избавиться от конкурентов. В Дейли Бьюгл Питер знакомится с новым репортёром Итаном Эдвардсом, который оказывается носителем необычайной силы. Узнав, что Питер Паркер и Человек-Паук — одно и то же лицо Итан просит Питера потренировать его. Питер отводит Итана в Здание Бакстера, где просит Рида Ричардса протестировать его способности, а сам направляется на поиски Поглотителя. Филин, разочаровавшись в Поглотителе, хитростью заставляет его принять форму наркотика, а затем распродаёт его по всему городу. Однако злодею удаётся восстановиться в канализации. Тем временем Рид выясняет, что Итан — скрулл. Человек-Паук хитростью побеждает Поглотителя. А обезумевший Итан нападает на Здание Бакстера. Он легко справляется с ФЧ и Новыми Мстителями, но в решающий момент появляется Мэй Паркер. Она спрашивает Итана: "Зачем ты это делаешь, сынок? Ты же не хочешь навредить людям?". Итан принимает человеческую форму и уезжает из Нью-Йорка. Впоследствии он становится известным, благодаря дару целителя. Героев же удивляет: откуда у Итана этот дар, если он был создан скруллами для уничтожения?...